# Walter Knödel
Walter Knödel (Viena, 20 de mayo de 1926 – Stuttgart, 19 de octubre de 2018) fue un matemático y científico informático austríaco. Fue profesor de ciencia informática en la Universidad de Stuttgart.
Walter Knödel estudió matemáticas y física en la Universidad de Viena. También en Viena, realizó su doctorado en 1948 por su trabajo en la teoría de números bajo la dirección de Edmund Hlawka y obtuvo su habilitación en 1953. En 1961, Walter Knödel se convirtió en profesor de matemáticas en la Universidad de Stuttgart.
Walter Knödel es autor de numerosos libros y publicaciones científicas. Escribió el primer libro de texto en alemán sobre programación computacional en 1961.
Fue decano fundador de la Facultad de Informática de la Universidad de Stuttgart y miembro fundador de la Sociedad Alemana de Informática, la Gesellschaft für Informatik.
Los números de Knödel fueron nombrados así en su honor.